# Lene Voigt

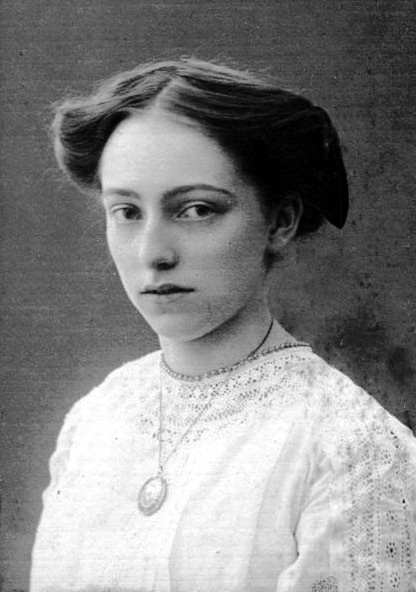
Lene Voigt um 1910

Helene Alma „Lene“ Voigt (* 2. Mai 1891 als Helene Alma Wagner in Leipzig; † 16. Juli 1962 ebenda) war eine deutsche Schriftstellerin und sächsische Mundartdichterin. Lene Voigt schrieb sächsisch, hochdeutsch und gelegentlich bayrisch und berlinerisch. Einige Artikel zeichnete sie Mitte der zwanziger Jahre unter ihrem Pseudonym Leneken oder Lenka Sirotek. Zeitgenossen verglichen sie mit Ludwig Thoma und Georg Queri: „Was […] Thoma und Queri für Bayern, das ist sie für Sachsen.“

„Solang mir Leibzcher
nich stärm aus,
wärd unsre Mundart bleim!“

## Leben

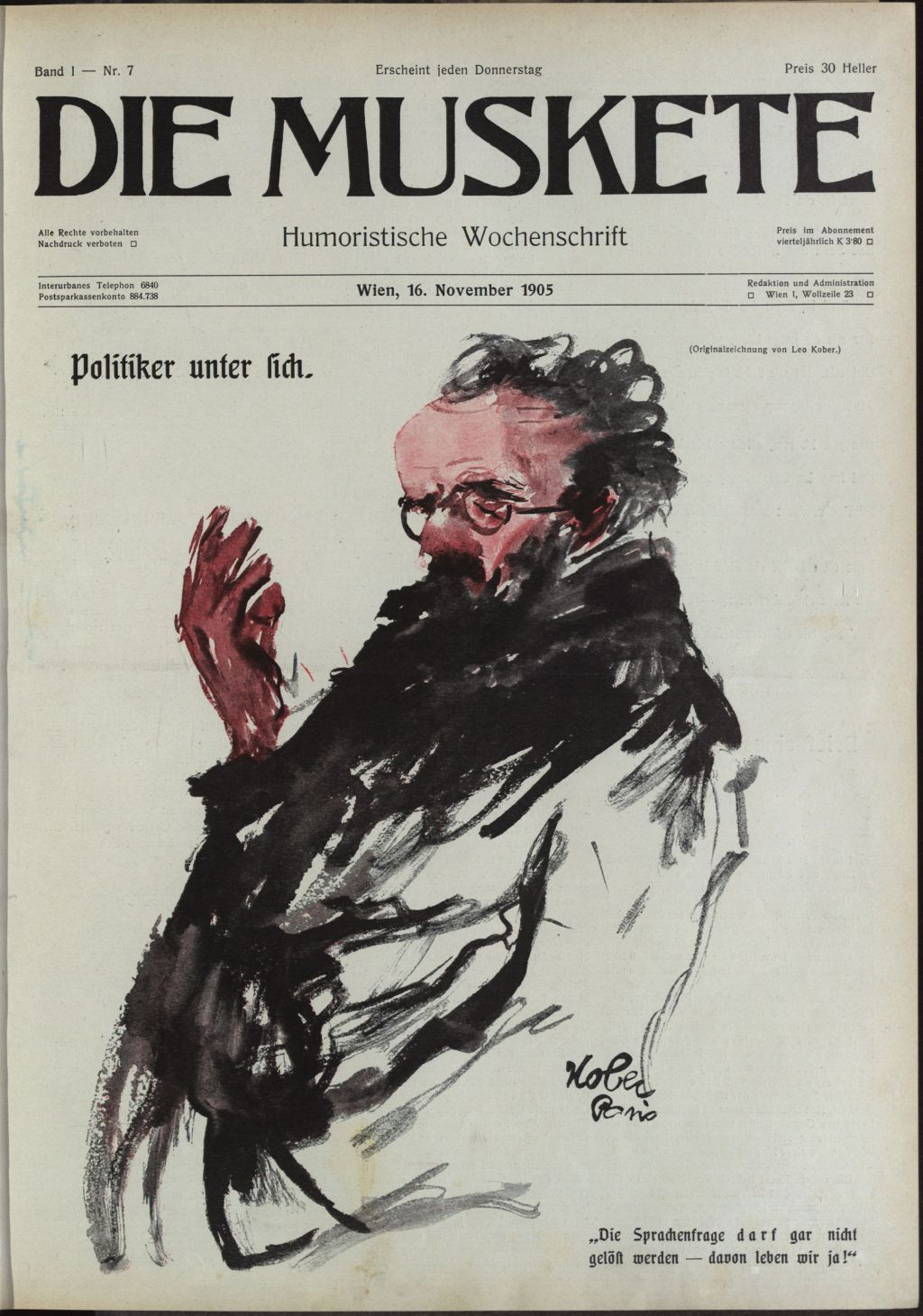
Die Muskete

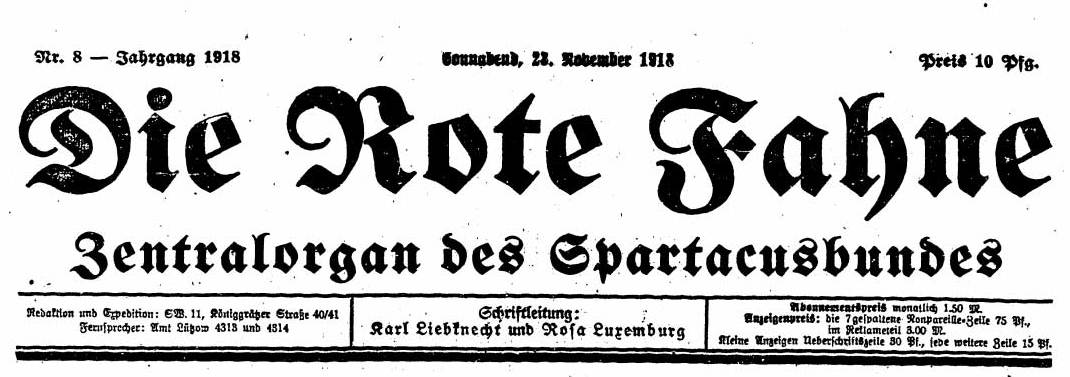
Rote-Fahne-1918

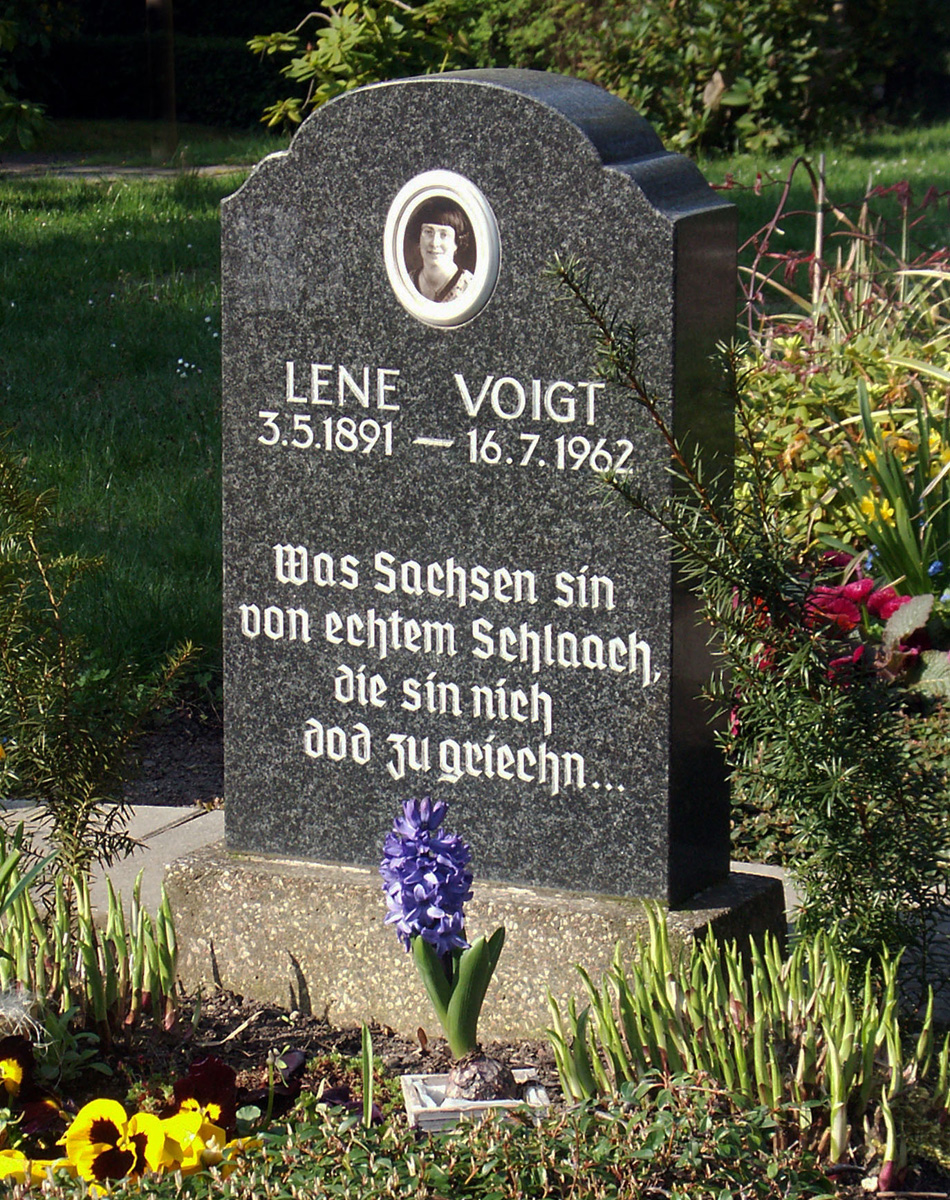
Ihr Grabstein auf dem Leipziger Südfriedhof mit fehlerhaftem Geburtsdatum – laut Erkenntnissen der Lene-Voigt-Gesellschaft e. V. wurde sie bereits am 2. Mai 1891 geboren

Helene Alma Wagner, Tochter eines Schriftsetzers, absolvierte nach der Volksschule auf Wunsch ihrer Mutter eine Ausbildung als Kindergärtnerin und arbeitete später unter anderem für den renommierten Insel Verlag als kaufmännische Angestellte. 1914 heiratete sie den Musiker Friedrich Otto Voigt (1890–1976). Nach ihrer Scheidung im Jahr 1920 arbeitete sie als freie Schriftstellerin. 1924 starb ihr damals fünfjähriger Sohn Alfred. In ihren Textsammlungen und Parodien in sächsischer Mundart, die zu ihrem Markenzeichen wurden, lag ihre große Popularität begründet. In den 1920er- und 1930er-Jahren entstand die Mehrzahl ihrer Beiträge für Zeitungen und Zeitschriften (unter anderem in Der Leipziger, Der Drache, Die Rote Fahne, Bayerische Arbeiterzeitung, Der lustige Sachse, Neue Leipziger Zeitung oder Die Muskete). In den 1930er Jahren wurden ihre Werke auch im Rundfunk vorgetragen. Lene Voigt schrieb auch mindestens ein Chanson („Spitz der Giebel, schräg die Wand“; mit Max Wittmann, 1941).
Mit der Machtergreifung der Nationalsozialisten wurden ihre Werke Gegenstand von Protesten und Schmähungen. Unter anderem wurde ihr die „Verschandelung“ der deutschen Klassiker vorgeworfen. Ab 1936 durften ihre Werke nicht mehr publiziert werden, da maßgeblich auf Betreiben von Gauleiter Martin Mutschmann Sächsisch als unheldisch und Lene Voigt aufgrund ihrer Veröffentlichungen in linken Zeitschriften politisch als Linke galt. Trotzdem schrieb sie gelegentlich noch für verschiedene Arbeiterzeitschriften.
1936 ließ sich Lene Voigt erstmals in der Nervenheilanstalt Schleswig wegen einer Psychose behandeln, 1940 zum ersten Mal in der Leipziger Universitäts-Nervenklinik.
Nach 1945 war Lene Voigt als Schriftstellerin unbekannt. Ihre Werke waren weitgehend in Vergessenheit geraten. Sie musste sich ihren Lebensunterhalt anderweitig verdienen und arbeitete beim Rat des Kreises Leipzig-Land in der Lebensmittelkartenstelle. Im Juli 1946 kam sie erneut in die Nervenklinik der Leipziger Universität. Man diagnostizierte Schizophrenie. Bald darauf wurde Lene Voigt in das Bezirkskrankenhaus für Psychiatrie Leipzig-Dösen eingewiesen. Nachdem sich keine akuten Symptome der Krankheit mehr gezeigt hatten, arbeitete sie für die Verwaltung als Botin zwischen den einzelnen Gebäuden des Krankenhauses, das im Pavillon-System angelegt war. 
Noch 1946 nahm Fridel Hönisch wieder Kontakt mit Lene Voigt auf, da sie bereits in der Anfangszeit ihrer Karriere für ihre Auftritte Gedichte geschrieben hatte. In der Folgezeit feierte Hönisch große Erfolge mit alten und einigen neuen Texten Voigts im Rahmen ihrer Sächsischen Miniaturen. 
Lene Voigt schrieb weiterhin an ihren Klassikern und Gedichten zur Bewältigung ihrer Lebenssituation. Ihre Werke verschenkte sie als „sächsischen Kleinkram“ an Mitarbeiter des Krankenhauses, das sie bis zu ihrem Tode nicht wieder verließ.
Sie wurde zunächst auf dem Leipziger Südfriedhof im Urnengarten hinter dem Krematorium beigesetzt. 2002 wurden Urne und Grabstein in einen Bereich Leipziger Künstler in der Abteilung II des Friedhofs umgesetzt neben das Grab von Jürgen Hart (1942–2002), da dieser neben Lene Voigt bestattet werden wollte.

## Wiederentdeckung
Im Westen Deutschlands war Lene Voigt nicht ganz vergessen. Hier erschienen ihre jeweils zweibändigen Säk’schen Glassigger und Säk’schen Balladen in den 1950er- und 1960er-Jahren nochmals in zwei Auflagen im Bergmann-Verlag, Voigts nach München verlegten ehemaligem Leipziger Verlag. Weitere Auflagen der Glassigger und der Balladen kamen ab 1978 in Lizenz im Rowohlt Verlag heraus.
In der DDR gab es lange Zeit keine Neuveröffentlichungen von Lene Voigts Werken, da alles Sächsische wegen des sächsischen Idioms von Walter Ulbricht immer als Parodie auf das Staatsoberhaupt angesehen wurde. Erst in der zweiten Hälfte der 1970er Jahre, nach dem Tod von Walter Ulbricht (1893–1973), gelang dem Kabarett academixer zusammen mit dem Leipziger Rundfunksender der Durchbruch: Immer zur Messezeit lief täglich die Sendung „aMessements“, in der sächsische Lieder und Texte, viele von Lene Voigt, im Funk zu hören waren. 1980 kam das erste Sächsisch-Programm auf die „academixer“-Bühne. Dieses Genre wurde hier, überwiegend mit Werken von Lene Voigt, in bisher sieben Programmen weiter gepflegt, wobei meistens Christian Becher für Auswahl und Regie zuständig war. Auch von anderen Kabarettisten wurden Voigts Werke wiederentdeckt und auf die Bühne gebracht; besonders verdient gemacht haben sich hier die Leipziger Kabarettisten Bernd-Lutz Lange und Gunter Böhnke sowie die Kabarettisten Tom Pauls und Gisela Oechelhaeuser. Wolfgang U. Schütte gab 1983 im Leipziger Zentralhaus-Verlag eine kleine Sammlung Bargarohle, Bärchschaft un sächs’sches Ginsdlrblud. Lauter gleenes Zeich zum Vortragen und noch etwas mehr heraus; hochdeutsche Arbeiten von Lene Voigt erschienen 1987 im Verlag Tribüne des Freien Deutschen Gewerkschaftsbundes (FDGB).
Das Programm „Wo de Bleisse bläddschert – Lene Voigt“ von Steffen Lutz Matkowitz vom Kabarett Leipziger Brettl kam in Leipzig seit dem 22. Februar 2002 auf über 150 Aufführungen und erlebte als „reines Sachsen-Programm“ auch außerhalb, zum Beispiel in Nordrhein-Westfalen, viele Aufführungen.
Seit 1995 engagiert sich die Lene-Voigt-Gesellschaft e. V. dafür, Leben und Umkreis der Dichterin zu erforschen und die Verbreitung ihres Werkes zu fördern, wobei der Reduzierung auf ihr Werk als Mundartdichterin entgegengewirkt werden soll. Dazu veranstaltet die Gesellschaft unter anderem jährlich einen Vortragswettbewerb für Laien um „de Gaffeeganne“ (die Kaffeekanne), wobei jeweils ein mundartliches und ein hochdeutsches Werk von Lene Voigt vorzutragen sind. Der entsprechende Wettbewerb für Schüler geht um das „Gaggaudebbchen“ (Kakaotöpfchen). Die Nachforschungen der Lene-Voigt-Gesellschaft führten auch zur Präzisierung ihres Geburtsdatums auf den 2. statt des 3. Mai 1891.
Inzwischen erschienen eine Reihe von Neuauflagen der Werke von Lene Voigt. Die Connewitzer Verlagsbuchhandlung brachte von 2004 bis 2011 eine sechsbändige Werke-Ausgabe heraus.

## Bedeutende Werke (Auswahl)

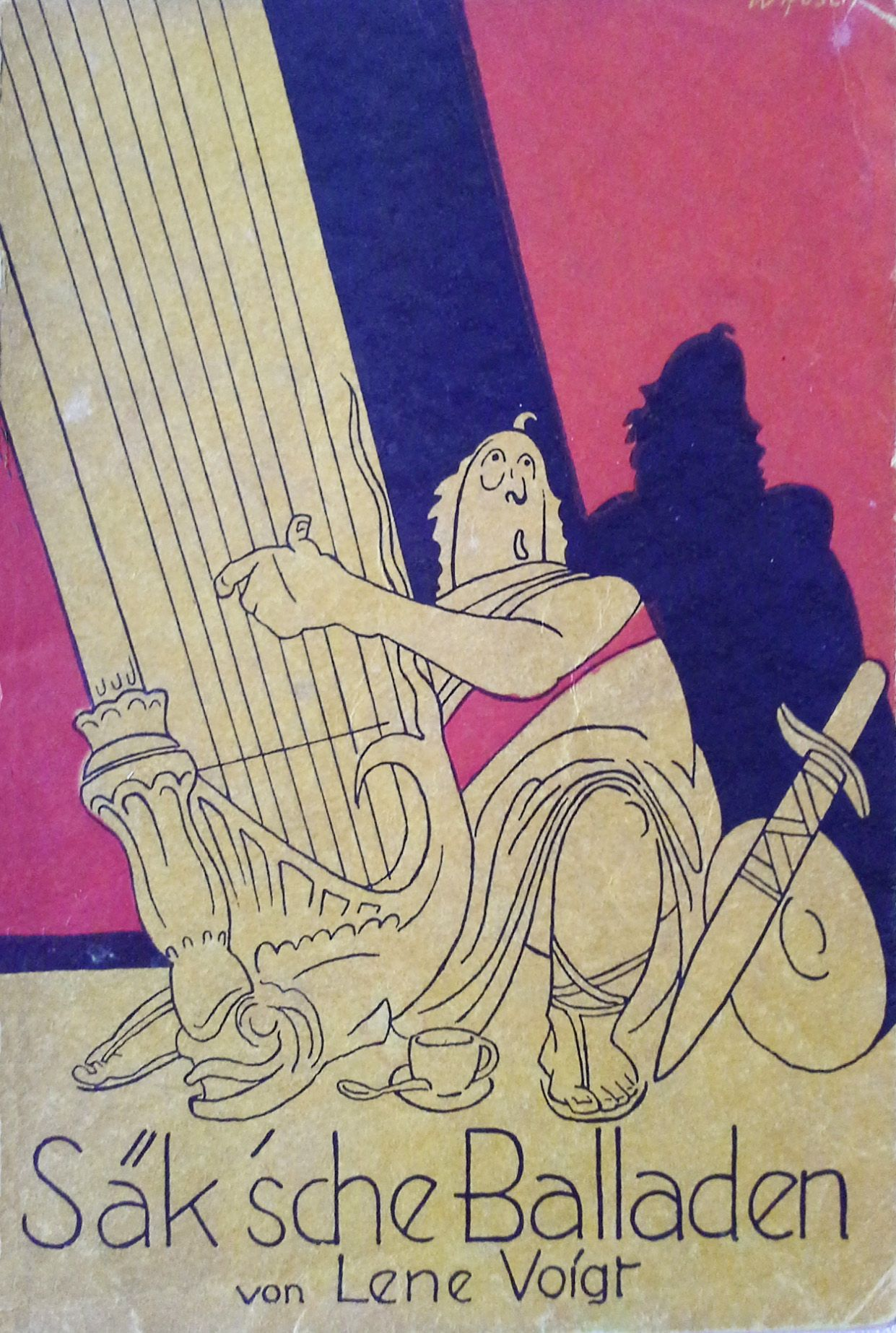
Säk’sche Balladen in der Auflage von 1925
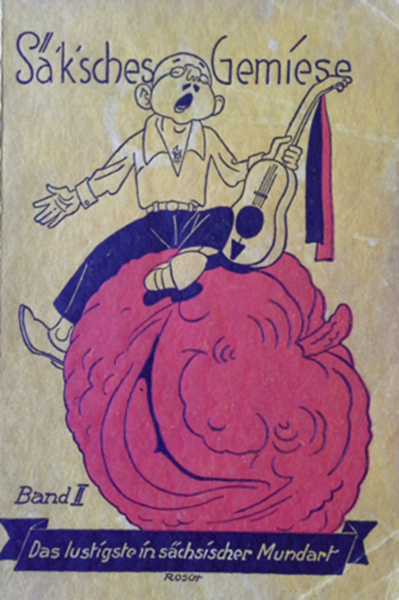
Säk’sches Gmiese in der Auflage von 1928

- Säk’sche Balladen. Parodien. Verlag A. Bergmann, Leipzig 1925. (Mit Zeichnungen von Walter Rosch.)
- Säk’sche Glassigger. Verlag A. Bergmann, Leipzig 1925.
- Mally der Familienschreck. 1927
- Säk’sches Gmiese. Eine Sammlung der lustigsten Dichtungen in sächsischer Mundart. Verlag A. Bergmann, Leipzig 1928.
- Mir Sachsen. Lauter gleenes Zeich zum Vortragen. (Sammlungen von Texten aus verschiedenen Zeitschriften, zwei Bände.)
- Leibzcher Lindenblieten.
- Die sächsische Odyssee. Friedrich Rothbarth, Leipzig 1933. (Mit acht Illustrationen nach Federzeichnungen von Pejo Arden.)[15]
- Vom Pleißestrand nach Helgoland. Friedrich Rothbarth, Leipzig 1934. (Mit elf Illustrationen von Walter Rosch.)[16]

## Kleinere Werke (Auswahl)
- Vom sächsischen Fluchen. In: Die Muskete. XXII. Jahrgang, Nr. 23. Wien 1927, S. 10 (Digitalisat).
- Stoßseufzer eines sächsischen Ehemannes. In: Grazer Tagblatt. 38. Jahrgang, Nr. 120. Graz 28. März 1928, S. 2 (Digitalisat).
- Ja, die Sachsen. In: Die Muskete. XXVII. Jahrgang, Nr. 1. Wien 1932, S. 2 (Digitalisat).
- Der Graf. In: Pilsner Tagblatt. XXXIV. Jahrgang, Nr. 179. Graz 6. August 1933, S. 6 (Digitalisat).
- Sächsische Ode an die Schreibmaschine. In: Der Wiener Tag. XII. Jahrgang, Nr. 3781. Wien 26. November 1933, S. 6 (Digitalisat).

### Werke unter Pseudonym
- Lenka Sirotek Strich – Lotte spricht, eine Erzählung von der Wohltat einer Berliner Prostituierten an einem Arbeitslosen, der am Weihnachtsabend mit Selbstmordgedanken an der Spree steht. Auszug: Schon imma hab ick det so jemacht: Am Weihnachtsabend wird uff die Nacht so janz wat Vahungertes mitjebracht. So Eena, der keen Zuhause hat, valassen und fremd in der jroßen Stadt, den jreif ick mir uff, und...
- Lenka Sirotek Das Glasschränkchen Ein Märchen aus der Wirklichkeit (Digitalisat)

## Leseprobe
Unverwüstlich (1935)
 Original

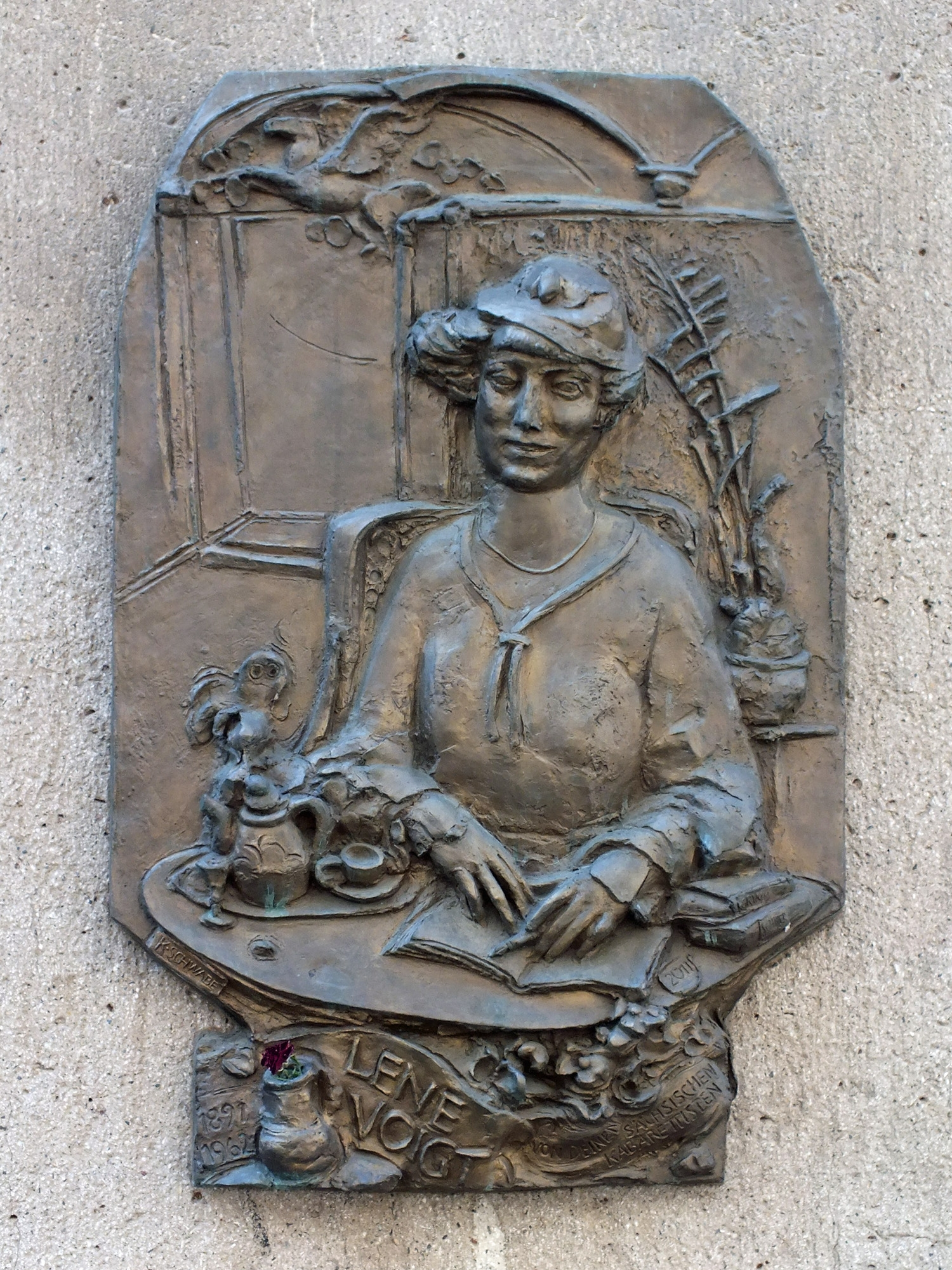
Bronze-Relief für Lene Voigt am Eingang zum Academixer-Keller in Leipzig, „von deinen sächsischen Kabarettisten“, Gestaltung Klaus Schwabe (2011)

  Was Sachsen sin von echtem Schlaach,

  die sin nich dod zu griechn.

  Drifft die ooch Gummer Daach fier Daach,

  ihr froher Mut wärd siechen.

  »Das gonnte noch viel schlimmer gomm’«

  so feixen richtche Sachsen.

  Was andre forchtbar schwär genomm’,

  dem fiehlnse sich gewachsen.

  Un schwimm’ de letzten Felle fort,

  dann schwimmse mit und landen dort,

  wo die emal ans Ufer dreim.

  So is das un so wärds ooch bleim.
  Hochdeutsch

  Was Sachsen sind von echtem Schlag,

  die sind nicht totzukriegen.

  Trifft sie auch Kummer Tag für Tag,

  ihr froher Mut wird siegen.

  »Das konnte noch viel schlimmer kommen«

  so lachen richtige Sachsen.

  Was andere furchtbar schwer genommen,

  dem fühlen sie sich gewachsen.

  Und schwimmen die letzten Felle fort,

  dann schwimmen sie mit und landen dort,

  wo sie einmal ans Ufer treiben.

  So ist das, und so wird es auch bleiben.

## Würdigung

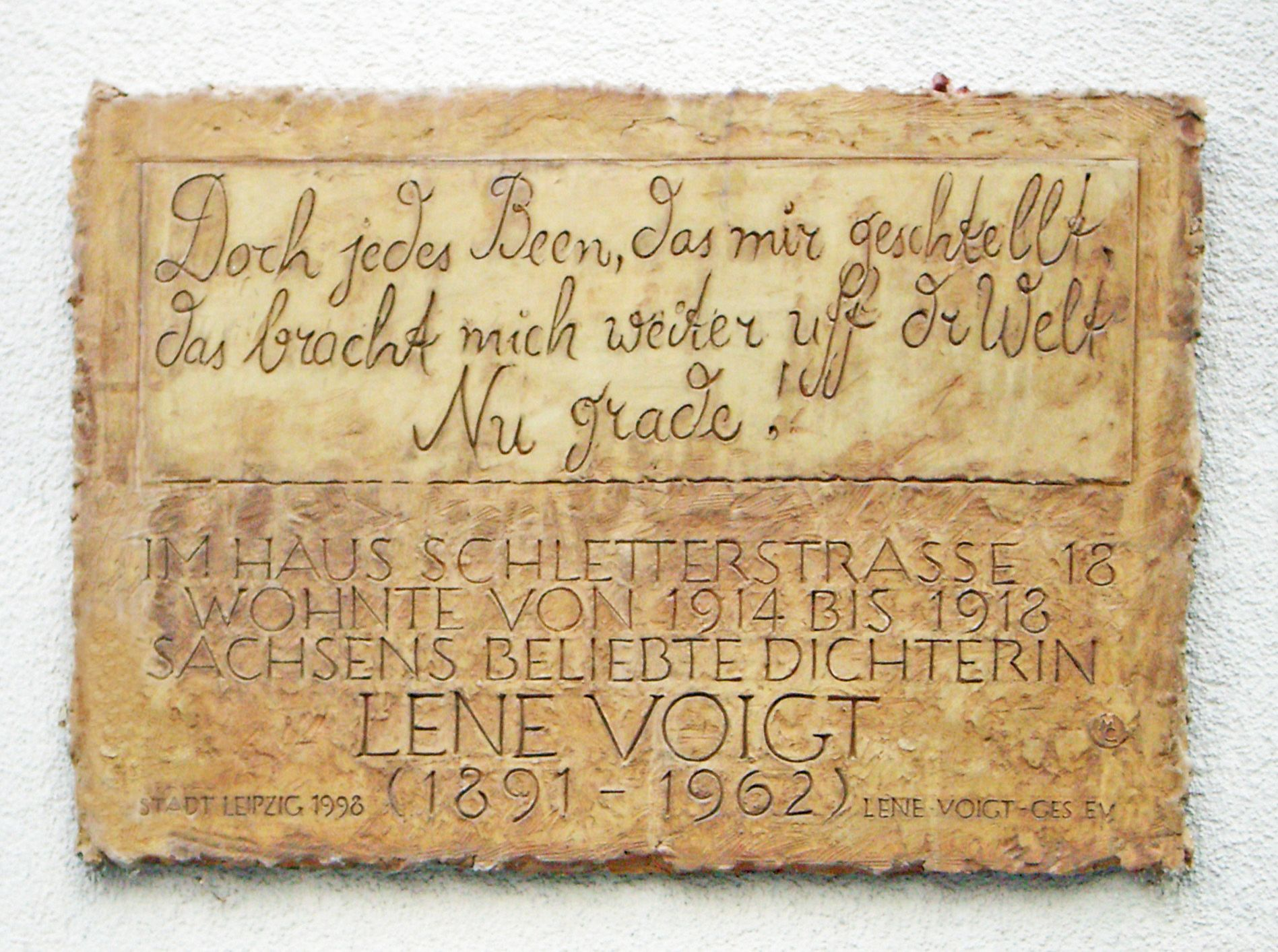
Erinnerungstafel an ihrem Wohnhaus in der Leipziger Schletterstraße

- Der Lene-Voigt-Park, ein Stadtteilpark in Leipzig-Reudnitz, wurde nach ihr benannt.
- Eine Straße in Leipzig-Probstheida trägt ihren Namen und ebenso eine Oberschule in Leipzig-Lößnig.
- Am 29. August 2024 wurde die „Lene Voigt Schule“ in Chemnitz eröffnet.
- Im Ratskeller des Leipziger Neuen Rathauses befindet sich seit dem Jahr 2000 das Kaffeekabinett „Lene Voigt“ mit Bildern, Ausstellungsstücken und Geschichten von und über Lene Voigt.
- Die Ilse-Bähnert-Stiftung von Tom Pauls hat es sich das Ziel gesetzt, die ersten umfassenden Biographie für sie zu veröffentlichen und gibt zur finanziellen Förderung einen Stifterbrief »De Gogosbalme« und eine Fördermedaille »Lene Voigt« heraus.

## Tonaufnahmen von Lene-Voigt-Texten
- Hörbücher:
- Lene Voigt: De Säk’sche Lorelei (= Lene Voigt – Balladen 1). Petra Hinze liest Lene Voigt. Unterlauf & Zschiedrich Hörbuchverlag, Berlin 2006, ISBN 3-934384-30-7.
- Lene Voigt: De Graniche des Ibigus (= Lene Voigt – Balladen 2). Marie Gruber liest Lene Voigt. Unterlauf & Zschiedrich Hörbuchverlag, Berlin 2007, ISBN 978-3-934384-33-0.
- Lene Voigt: Dr alde Barbarossa (= Lene Voigt – Balladen 3). Marie Gruber liest Lene Voigt. Unterlauf & Zschiedrich Hörbuchverlag, Berlin 2009, ISBN 978-3-934384-38-5.

- historisch: Gesprochen von Albert Kunze, Leipzig, um 1928 auf Beka-Record-Platten. (mx. = Matrizennummer)
- Des Sängersch Fluch, Beka B.6819 (mx. 37 517)
- Herr Griemelchen hält eine Rede, Beka B.6821 (mx. 37 518)
- Herr Pietsch an seinen Hund, Beka B.6820 (mx. 37 519)
- Herr Pietsch mit Kindern im Zoo, Beka B.6820 (mx. 37 520)
- De Handschuhk, Beka B.6819 (mx. 37 521)
- Wie Gaiser Garl Schulvisidadion hielt, Beka B.6822 (mx. 37 522)
- De sägg’sche Lorelei, Beka B.6822 (mx. 37 523)
- Säg’sche Gunnde, Beka B.6823-I (mx. 37 524)
- Pietsch als Ehemann, Beka B.6821 (mx. 37 525)